# Monica Pillat
Monica Pillat (n. 8 octombrie 1947, București) este o prozatoare, poetă și traducătoare română de literatură engleză. Membră a Uniunii Scriitorilor, la secția poezie.

## Biografie
Monica Pillat s-a născut în București ca fiică a prozatorului Dinu Pillat și a Corneliei Pillat. Este nepoata scriitorului și poetului tradiționalist Ion Pillat și a pictoriței Maria Pillat-Brateș. A absolvit Facultatea de limbi germanice, secția engleză-română (1970); doctorat în literatura comparată (1978). A fost profesor în domeniul literaturii engleze și americane, la Catedra de limbi străine a Institutului Pedagogic din București (1970-1972) și apoi la Catedra de literatură engleză a Facultății de limbi străine, Universitatea București (1973-2005).

## Opere (selectiv)
Poezie:
- Corăbii, Ed. Cartea Românească, 1970
- Imaginația ecoului, Ed. Cartea Româneascã 1981
- Pluralul ca o veghe, Ed. Eminescu 1989
- Sentințe suspendate, Ed. Albatros, 1998
- Dorul de rai, Ed. Universalia 2005
- Duet în alb, Ed. Humanitas, 2016

Proză: 
- Cei 13 și misterul, Ed. Tineretului 1968 (premiată de Uniunea Scriitorilor)
- Corabia Timpului, Ed. Ion Creangă 1976 (ed. a II-a în Povești din lumea jumãtãților de zâmbet, Ed. Universalia 2004; ed. a III-a, Ed. Humanitas, 2013)
- Drumul spre Emaus, Ed. Vremea 2002
- 13 and Mystery. Cei 13 si misterul, editura Vremea, 2009
- Invitație la vis - Opt povești vindecătoare, Ed. Humanitas, 2014
- Croitorul de cărți, Ed. Baroque Books & Arts, 2019
- Bunicul meu fără mormânt, Gheorghe Ene Filipescu, Editur Humanitas, 2022

Cãrți-dialog:
- Ioana Celibidache, o mãtușã de poveste, Ed. Humanitas, 2011
- Povestind despre atunci, carte-dialog cu Barbu Cioculescu, Ed. Humanitas, 2012
- Dincolo de așteptare, carte-dialog cu Radu Ciobanu, Ed. Eikon, 2016
- Imaginația speranței, carte-dialog cu Vasile Bãnescu, Ed. Eikon, 2018

Critică literară:
- Modernitatea nuvelei fantastice a lui E.A.Poe (teză de doctorat), TUB, București 1983
- Ieșirea din contur, studii de literatură engleză, americană și română, Ed. Eminescu, 1985
- Cultura ca interior, studii de cultură și literatură engleză și română, Ed. Vremea, București 2001
- Redemption through Art – Studies in Medieval English Literature, Ed. Universalia, București 2003

Traduceri:
- Poezii din lb. franceză de Elena Văcărescu, în vol. Scrieri alese, Ed. Minerva 1975
- Poezii din lb. franceză de Iulia Hașdeu, în vol. Scrieri alese, Ed. Minerva, 1988

din lb. engleză: 
- Margaret Drabble, Drumul strălucitor, Ed. RAO, 1999; (în colaborare cu N. Săulescu)
- Rose Tremain, Restaurația, Ed. RAO, 1997
- Virginia Woolf, Eseuri alese. Arta lecturii, Portrete în oglindă, Ed. RAO, 2007 și 2008

Îngrijiri de ediții:  
- Dinu Pillat, Tinerețe ciudată, ed. a II-a, (incluzând Jurnalul unui adolescent și Moartea cotidiană), Ed. Minerva, 1984
- Radu Șerban, Înmiresmatele prăpăstii, Ed. Paralela 45, 2005
- Maria Pillat-Brateș, Pictură și reverie/Painting and Reverie, album, îngrijit în colaborare cu Doina Uricariu, Ed. Universalia 2006
- Pia Pillat Edwards, Zbor spre libertate. Fata cocorilor, Ed. Vremea, 2006
- Pia Pillat Edwards, Zbor spre libertate. Scrieri din exil (ed. a II-a), Ed. Vremea, 2007
- Biruința unei iubiri. Dinu și Nelli Pillat, Ed. Humanitas, 2008
- Sufletul nu cunoaște distanțele. Pia Pillat, Ed. Humanitas, 2009
- Dinu Pillat. Așteptând ceasul de apoi, Ed. Humanitas, 2010
- Minunea timpului trăit. Pagini din corespondența Monicăi Pillat și a lui Lily Teodoreanu cu Pia Pillat, Ed. Humanitas, 2010
- Dinu Pillat. Tinerețe ciudată și alte scrieri, ediția a III-a, Ed. Humanitas, 2011
- Dinu Pillat. Spectacolul rezonanței, Ed. Humanitas, 2012
- Dinu Pillat. Mozaic istorico-literar. Secolul XX, ediția a IV-a, Ed. Humanitas, 2013
- Dinu Pillat, Ion Barbu (micromonografie), ediția a III-a, Ed. Humanitas, 2014
- Ion Pillat, Povestea Maicii Domnului, Ed. Humanitas, 2014
- Dinu Pillat. Dostoievski în conștiința literarã româneascã, ediția a II-a, Ed. Humanitas, 2015
- Ion Pillat. Vinul de-altãdatã, antologie, în colaborare cu Dana Vasiliu, Ed. Baroque Books & Arts, 2018
- Radu R. Șerban. Puterea neștiutã, Ed. Baroque Books & Arts, 2018

## Volume colective
- Intelectuali la cratiță. Amintiri culinare și 50 de rețete - Gabriel Liiceanu, Adriana Babeți, Adriana Bittel, Ana Blandiana, Emil Brumaru, Mircea Cărtărescu, Marius Chivu, Livius Ciocârlie, Neagu Djuvara, Dan C. Mihăilescu, Ioana Nicolaie, Radu Paraschivescu, Ioana Pârvulescu, Oana Pellea, Monica Pillat, Andrei Pleșu, Tania Radu, Antoaneta Ralian, Grete Tartler, Vlad Zografi; Ed. Humanitas, 2012;
- Casele vieților noastre - Gabriel Liiceanu, Adriana Bittel, Ana Blandiana, Andrei Pleșu, Antoaneta Ralian, Barbu Cioculescu, Dan C. Mihăilescu, Gabriela Tabacu, Horia-Roman Patapievici, Ioana Pârvulescu, Micaela Ghițescu, Monica Pillat, Radu Paraschivescu, Tania Radu, Victor Ieronim Stoichiță; Ed. Humanitas, 2014;
- Prietenii noștri imaginari, coord. de Nadine Vlădescu - Ana Dragu, Dan C. Mihăilescu, Iulian Tănase, Ioana Bot, Șerban Foarță, Robert Șerban, Elena Vlădăreanu, Emil Brumaru, Marin Mălaicu-Hondrari, Antoaneta Ralian, Nadine Vlădescu, Florin Bican, Monica Pillat; Ed. Humanitas, 2015;
- Cartea simțurilor, coord. de Dan C. Mihăilescu; Gabriel Liiceanu, Mihai Măniuțiu, Dan C. Mihăilescu, Angelo Mitchievici, Horia-Roman Patapievici, Tania Radu, Antoaneta Ralian, Cătălin Ștefănescu, Ana Barton, Adriana Bittel, Ana Blandiana, Mircea Cărtărescu, Ioana Nicolaie, Radu Paraschivescu, Ioana Pârvulescu, Constantin Coman, Horea Paștină, Monica Pillat, Andrei Pleșu, Mihai Sârbulescu, Victor Ieronim Stoichiță; Ed. Humanitas, 2015;
- Bucureștiul meu - Andrei Pleșu, Dan C. Mihăilescu, Ioana Pârvulescu, Tatiana Niculescu, Radu Paraschivescu, Gabriela Tabacu, Horia-Roman Patapievici, Anamaria Smigelschi, Andreea Răsuceanu, Dan Petrescu, Monica Pillat, Andrei Crăciun, Ioana Nicolaie, Adriana Bittel, Corina Ciocârlie, Marius Constantinescu, Mircea Cărtărescu, Neagu Djuvara; Ed. Humanitas, 2016;
- Cum să fii fericit în România, coord. de  Oana Bârna, texte de Gabriel Liiceanu, Ioana Pârvulescu, Radu Paraschivescu, Tatiana Niculescu, Anamaria Smigelschi, Andrei Pleșu, Adriana Bittel, Dan Tăpălagă, Jean A. Harris, Vlad Zografi, Clotilde Armand, Ariana Rosser Macarie, Andreea Răsuceanu, Andrei Cornea, Monica Pillat, Mihaela Coman, Horia-Roman Patapievici; Ed. Humanitas, 2017.

## Mențiuni critice
Gheorghe Grigurcu, „Un fastuos crepuscul" în Viața Românească, 7/2020: „Cu înfiorată dignitate, Monica Pillat, în postură de poet, menționează „bucuriile și riscurile creației, aventura lecturii, revelațiile continuității în descendența poetică a familiei”. Descendență pe care ține a o confirma printr-o cultură concret-idealizatoare a existențialului deopotrivă trecut și prezent cum un tablou ce se lasă cu recurentă nostalgie proiectat în simbol: „Cînd îmi lipesc obrazul de biroul/ La care, de demult, scria bunicul,/ Îmi pare că-s la bordul unei nave/ Care străbate apele memoriei.// Ca umbra unei muzici, glasul tatei/ M-ajunge, dintr-o seară de-altădată,/ Citind din tatăl său, sub raza lămpii,/ Cu cartea pe birou, întredeschisă.// În urmă-i, mîna mamei luminează/ Fotografii, uitate manuscrise,/ Întinse pe birou, ca pe o plajă,/ Cu scoici, în care cîntă, încă, marea.// Ca vasele ce au din port să plece,/ Sicriu după sicriu, puțină vreme,/ Stau pe biroul – catafalc, să fie/ Pornite spre adîncul din morminte” (Biroul). Suntem transpuși cu eleganță într-o Arcadie tangentă la mister, de-o solemnitate în care „Copacii, copacii dansau,/ Pămîntul vuia de mister,/ Mari stoluri de păsări spre cer,/ Precum rugăciuni, se-nălțau” (Venisem). Ducînd la o pioasă impersonalizare: „Venisem, dar nu eram eu,/ Deși pe ape, fiare, cuvînt/ Se luau după mine strigînd,/ Rămîi lîngă noi, Dumnezeu!” (ibidem). Așadar, adîncit în propria-i intimitate, eul își pierde conturul, confundîndu-se cu infinitul mistic."
Geo Șerban, „Întoarcere la poezie" în Observator cultural, nr 818 (15 aprilie 2016): „Sub titlul conceput să aducă în prim-plan inefabilul stărilor lăuntrice (Duet în alb), Monica Pillat sondează insistent întinderea propriilor amintiri, o lume chemată să asigure temeiul, consistența trăirilor imediate. Albul evocat frecvent se diversifică simbolic. Să fie reper al unui ținut evanescent, intermediar? Regim al luminilor captivante? Starea de grație a sufletului tînjind după coagulări feerice sau lenta teamă a disoluției inevitabile? Albul e cînd aprig, cînd tandru, simultan protector și provocator, amabil pervers sub mască princiară, gata să pericliteze punțile către țărmurile visului imaculat."
1. ↑  Autoritatea BnF, accesat în 10 octombrie 2015